# Eliška Wagnerová
Eliška Wagnerová (7. září 1948 Kladno – 18. ledna 2025) byla česká právnička, právní teoretička, soudkyně a bezpartijní politička.
V letech 1998–2002 působila jako předsedkyně Nejvyššího soudu a následně v období 2002–2012 zastávala funkci místopředsedkyně Ústavního soudu. Pak byla mezi lety 2012 a 2018 senátorkou za obvod č.59 – Brno-město, zvolena byla na kandidátce Strany zelených a od října do listopadu 2014 byla též předsedkyní senátorského klubu Zelení – nezávislí.

## Životopis

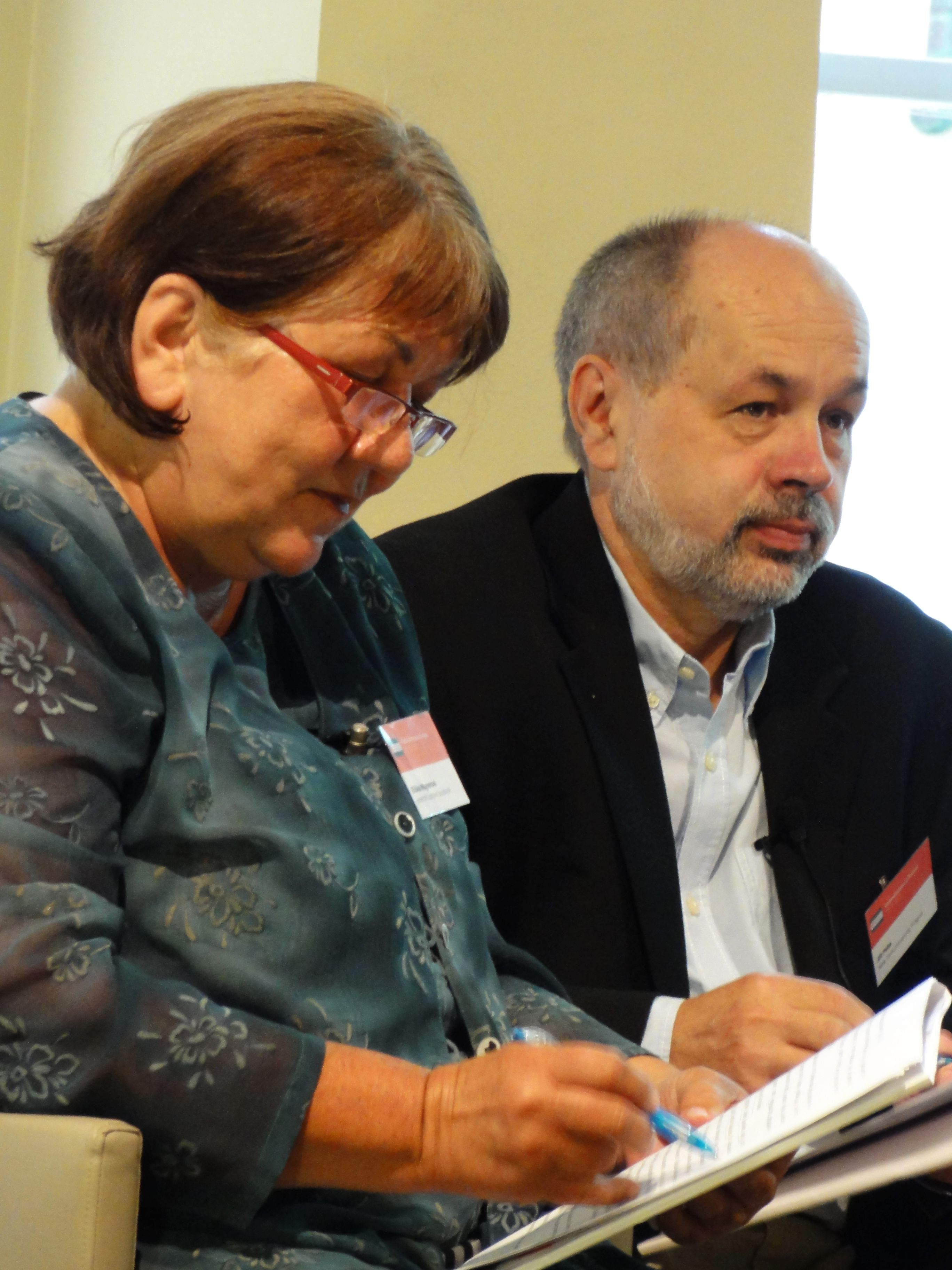
Eliška Wagnerová a Jiří Pehe na konferenci „Federalismus a Evropa“ pořádané Knihovnou Václava Havla (2012)

### Mládí
Narodila se v Kladně jako Eliška Bušová. Její otec pocházel ze Slovenska. Jeho bratr, Vojslav Buša, byl pro Elišku vzorem. Vystudoval práva, po roce 1945 vstoupil do sociální demokracie, v roce 1948 ale odmítl sloučení strany s KSČ a v padesátých letech byl komunistickým režimem odsouzen a následně dva roky strávil v Jáchymově. Byl také zbaven právnického titulu, do roku 1968 pracoval v dělnických profesích. Pak byl rehabilitován a působil na právnické fakultě brněnské univerzity.
V roce 1954 začala chodit do základní školy, poté se rozhodla pro studium chemie. Na pražskou chemickou průmyslovku však nebyla přijata, studovala proto v letech 1963–1967 Střední průmyslovou školu hutní v Kladně.
Přesto po studiích nastoupila do Poldi Kladno, kde pracovala dva roky jako jiskrařka. V srpnu 1968 se v huti podílela na šíření letáků zaměřených proti invazi. V letech 1969–1974 studovala práva na Právnické fakultě Univerzity Karlovy v Praze.
Ještě před ukončením studia na univerzitě se v roce 1972 vdala za právníka z advokátní poradny. Po studiu byla podnikovou právničkou v investorské organizaci ministerstva školství. Od roku 1973 pracovala jako advokátní koncipientka v advokátní kanceláři v Lounech, kam z Prahy denně dojížděla. Dagmar Burešová jí pomohla najít místo v Právní poradně v Kladně, kam se přesunula.

### Exil
Frustrace z normalizace a rozpad prvního manželství jí přivedly k myšlenkám na emigraci. V roce 1982 při zájezdu do Španělska odešla s jedním kufrem a autostopem dojela přes Francii do Spolkové republiky Německo. Jeden rok strávila v uprchlickém táboře v Mnichově, kde se učila němčinu a poté získala azyl.
V Mnichově pracovala v rádiu Svobodná Evropa jako žurnalistka a poradkyně pro československé právo pro emigranty. Přes inzerát v časopise Západ se v roce 1988 seznámila se svým druhým manželem, novinářem Arnoštem Wagnerem (1938–2022), emigrantem z roku 1968 žijícím v Kanadě. V roce 1989 se za něj provdala a oba manželé už v prosinci 1989 navštívili Československo.

### Po roce 1989
Po návratu z emigrace v roce 1993 začala působit znovu jako advokátka a od roku 1993 jako asistentka předsedy Ústavního soudu Zdeňka Kesslera, se kterým se znala z Kanady. V roce 1996 získala na Filozofické fakultě Masarykovy univerzity v Brně titul doktor v oboru politologie (Ph.D.). Téhož roku byla jmenována soudkyní Nejvyššího soudu a o dva roky později jeho předsedkyní. V této funkci se zasloužila o zavedení asistentů soudců. Na občanskoprávním kolegiu soudu a ve spolupráci s poslancem Zdeňkem Koudelkou iniciovala jejich zákonné zakotvení. Rozhodla o zveřejňování všech rozhodnutí Nejvyššího soudu na jeho webové stránce.
V letech 1994–1999 vyučovala srovnávací ústavní právo na Právnické fakultě Univerzity Palackého v Olomouci a od roku 2004 vyučovala tento obor na Fakultě sociálních studií Masarykovy univerzity v Brně. Od roku 2002 byla náhradní členkou Benátské komise, poradního orgánu Rady Evropy. Byla také členkou vědeckých rad Právnické fakulty Univerzity Karlovy a Právnické fakulty Masarykovy univerzity.
Dne 20. března 2002 byla prezidentem Václavem Havlem jmenována soudkyní a současně místopředsedkyní Ústavního soudu. Soudkyní byla až do roku 2012. Byla soudkyní zpravodajkou v celkem 1 938 různých řízeních. Patřila k nejaktivnějším soudcům, je podepsaná pod mnoha významnými nálezy soudu.
V roce 2009 získala stříbrnou medaili Antonína Randy a v roce 2013 ocenění Právník roku 2012 v oboru občanská a lidská práva a právo ústavní.

### Politička
V podzimních senátních volbách 2012 kandidovala Eliška Wagnerová jako nestranička za Stranu zelených v obvodu č. 59 – Brno-město. V prvním kole, konaném 12. a 13. října 2012, získala nejvíce hlasů, a postoupila tak do kola druhého, kde zvítězila ziskem 73,75 % hlasů.
Po senátních volbách v roce 2014 se stala předsedkyní nově vzniklého senátorského klubu Zelení – nezávislí. Klub ale po měsíci 24. listopadu 2014 zanikl, protože nadále neměl dostatečný počet členů, když z něj kvůli sporům o jeho vedení vystoupil místopředseda Libor Michálek.
V květnu 2018 podala trestní oznámení na neznámého pachatele kvůli narušení divadelního představení chorvatského režiséra Olivera Frljiće v brněnském divadle Husa na provázku Naše násilí, vaše násilí sympatizanty politického hnutí Slušní lidé. „Bylo by velmi znepokojivé, pokud by měl být dán prostor někomu, kdo chce nám ostatním diktovat, jaké divadlo, knihy a filmy smíme sledovat a číst, a jaké nikoliv,“ sdělila Wagnerová.
Ve volbách do Senátu PČR v roce 2018 již svůj mandát senátorky neobhajovala. Na konci ledna 2019 ji Senát PČR navrhl Poslanecké sněmovně PČR k volbě zástupce veřejného ochránce práv, a to společně s Markétou Seluckou. Během březnové volby však získala jen 17 hlasů od 175 poslanců a do druhého kola nepostoupila.